# Deudorix loxias
Deudorix loxias är en fjärilsart som beskrevs av William Chapman Hewitson 1863. Deudorix loxias ingår i släktet Deudorix och familjen juvelvingar. IUCN kategoriserar arten globalt som otillräckligt studerad. Inga underarter finns listade i Catalogue of Life.

## Bildgalleri

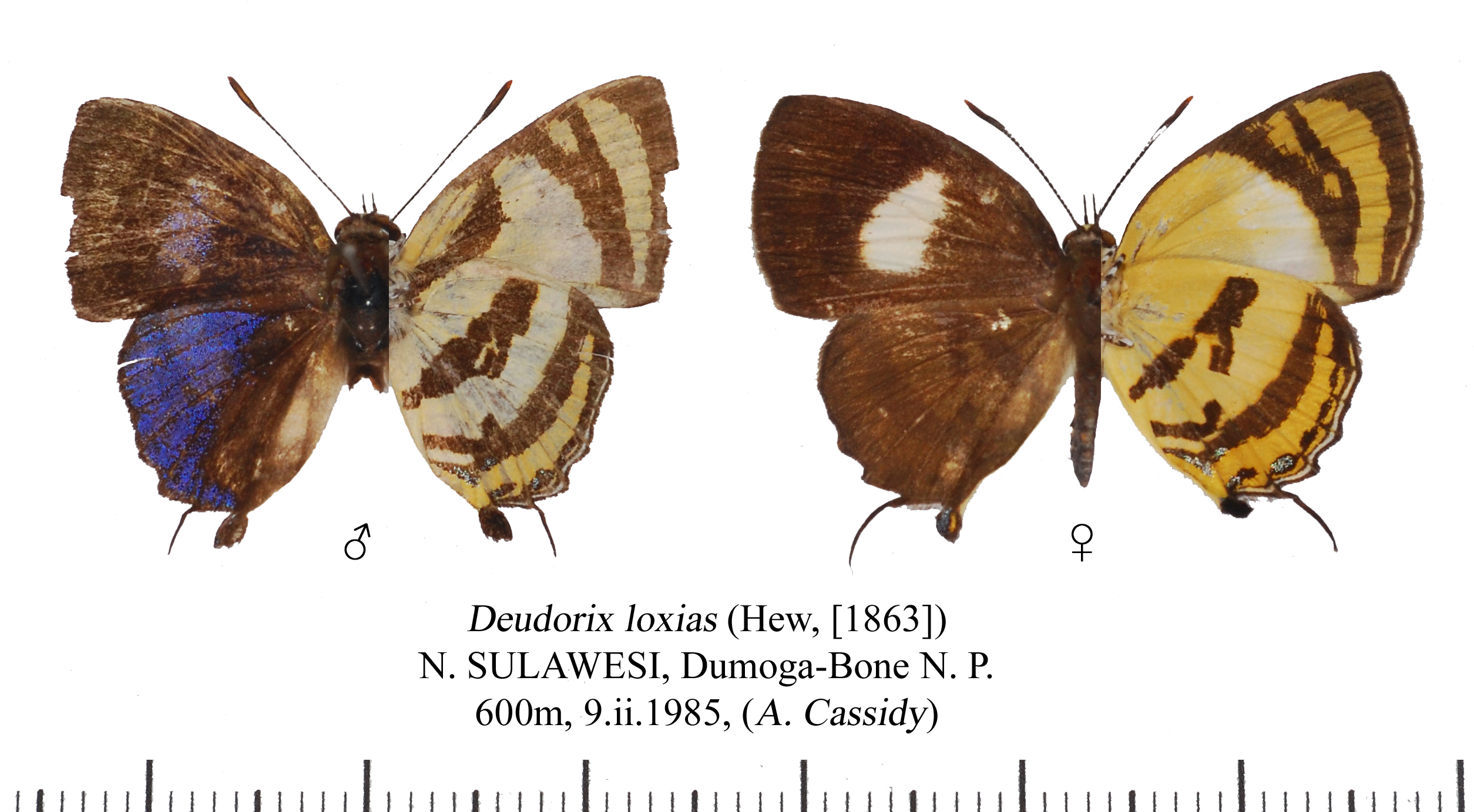
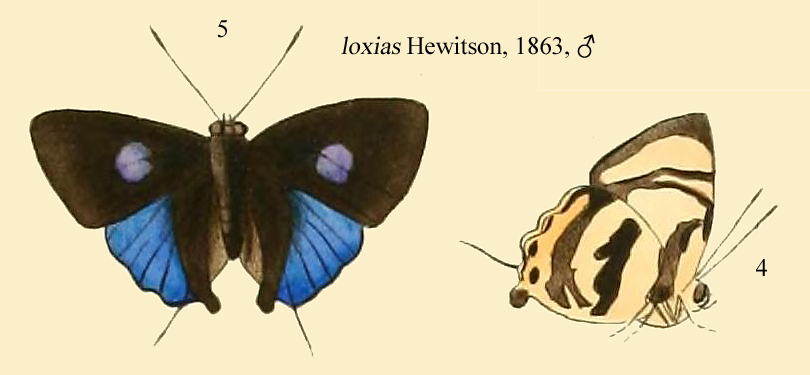
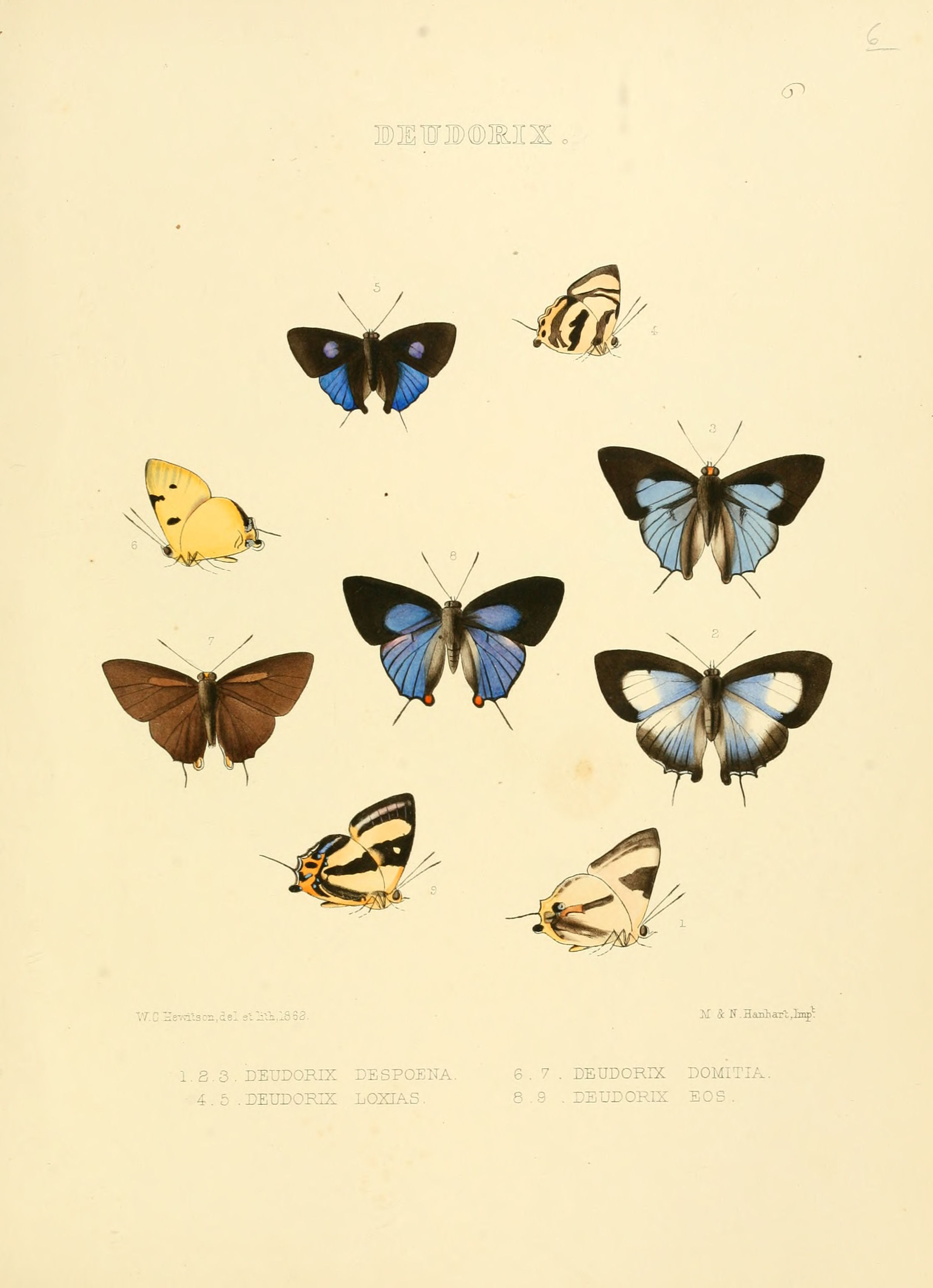